# Nervenaustrittspunkt
Als Nervenaustrittspunkt (NAP, engl. nerve exit)  bezeichnet man einen Bezirk, in dem ein peripherer Nerv eine Körperhöhle verlässt. Hier kann ein geringer Druck mit den Fingern o. ä. einen Schmerz auslösen. Am Körper sollen sich 68 dieser Punkte, die diagnostische Bedeutung als Nervendruckpunkte haben, befinden.
Wichtige und im Rahmen der körperlichen Untersuchung häufig geprüfte Nervenaustrittspunkte beispielsweise im Bereich des Kopfes sind die Austrittstellen der Äste des Nervus trigeminus im Gesicht sowie die Austrittsstellen des Nervus occipitalis major am Hinterkopf.
Folgende drei Äste des Nervus trigeminus haben einen tastbaren Nervenaustrittspunkt: Der Nervus supraorbitalis mit Austritt durch das im Bereich der Innenseite der Augenbrauen tastbare Foramen supraorbitale, der Nervus infraorbitalis mit Austritt durch das paranasal und unterhalb der Augenhöhle gelegene Foramen infraorbitale und der Nervus mentalis, der in Höhe des 1. oder 2. Prämolars am Unterkiefer durch das Foramen mentale austritt. Die Nervenaustrittspunkte der Äste des Nervus trigeminus können bei Meningitis und Erhöhung des intrakraniellen Drucks – jeweils durch Reizung der Hirnhäute, die vom Nervus trigeminus innerviert werden – sowie bei Trigeminusneuralgie und Entzündungen der Nasennebenhöhlen druckschmerzhaft sein.
Druckschmerz über den Austrittsstellen des Nervus occipitalis major kann beispielsweise bei der so genannten Okzipital-Neuralgie auftreten.